# Léon Thoorens
Léon Thoorens est un écrivain et journaliste belge, né à Liège en 1921 et mort à Bruxelles en 1975.

## Biographie
Issu d'un milieu modeste, il contracte à l'âge de deux ans une poliomyélite qui le laisse infirme. Très jeune, il trouve dans la lecture un moyen de s'évader. Il se met à écrire et reçoit les encouragements d'Arsène Soreil, son professeur à l'athénée de Liège. Après ses études secondaires, il exerce différents métiers, puis travaille un temps pour Forces Nouvelles, l'hebdomadaire de l'Union démocratique belge. Il se marie en 1947 avec Andrée Lacasse avec laquelle il aura deux fils (Jacques et Pierre). Après son mariage, il décide de vivre de sa plume et collabore à différentes publications, produit des scénarios pour la radio et la télévision naissante (à l'époque tous les programmes sont écrits à l'avance et lus à l'antenne). Il publie aussi quelques premiers livres littéraires au tirage assez confidentiel.
C'est avec la naissance des collections Marabout, pour lesquelles il jouera souvent le rôle de conseiller littéraire, qu'il commence à publier des ouvrages plus remarqués. Le premier livre s'intitule La vie légendaire d'Alexandre Dumas 1953), qui sera republié dans la collection des vies passionnées et bientôt suivi par des biographies de Molière, Balzac et Marco Polo. Il publie également Qui êtes-vous Georges Simenon qui fait figure d'OVNI dans la collection Marabout Flash, habituellement réservée au bricolage et à la cuisine exotique. Il dirige et coécrit aussi un dossier Molière (1964) dans la nouvelle collection Marabout Université. C'est dans celle-ci qu'il fera paraître son Panorama des Littératures (1966-1970), en huit volumes, qui brosse un large portrait de la littérature mondiale.
Parallèlement à sa carrière d'écrivain, il publie des critiques dans Le Ligueur (journal de la ligue des familles), dans la Revue générale et, à la fin de sa vie, dans le journal Le Soir. Il y parle d'abord de la radio et de plus en plus de la télévision. À la suite de l'organisation des « Antennes de Cristal », destinées à récompenser les meilleurs programmes de télévision de l'année, il contribue à la création de l'Union des Critiques de Radio et de Télévision dont il deviendra président. Après sa mort, un prix portant son nom sera décerné par les membres de l'union chaque année à une émission, ou un créateur.
Par la suite, son épouse republiera deux ouvrages pour les jeunes : Pontiac et La Horde d'or (consacré à Gengis Khan). Ses autres livres  peuvent encore se trouver assez facilement sur le marché d'occasion, notamment sur la plupart des magasins en ligne.